# Seaforth, England
Seaforth är en ort i distriktet Sefton, i grevskapet Merseyside, i England. Seaforth var en civil parish från 1894 till 1974. Civil parish hade 14 435 invånare år 1951.